# Canoparmelia owariensis
Canoparmelia owariensis är en lavart som först beskrevs av Asahina, och fick sitt nu gällande namn av Elix. Canoparmelia owariensis ingår i släktet Canoparmelia och familjen Parmeliaceae.   Inga underarter finns listade i Catalogue of Life.